# Хорње Дубове
Хорње Дубове (слч. Horné Dubové) насељено је мјесто са административним статусом сеоске општине (слч. obec) у округу Трнава, у Трнавском крају, Словачка Република.

## Становништво
| Година:    | 1994. | 2004.   | 2014.   | 2024.   |
| ---------- | ----- | ------- | ------- | ------- |
| Број људи: | 381   | 366     | 379     | 353     |
| Разлика:   |       | -3,93 % | +3,55 % | -6,86 % |

| Година:    | 2023. | 2024.   |
| ---------- | ----- | ------- |
| Број људи: | 359   | 353     |
| Разлика:   |       | -1,67 % |

Према подацима о броју становника из 2024. године насеље је имало 353 становника.